# Citroën C3
El Citroën C3 es un automóvil de turismo del segmento B producido por el fabricante francés Citroën desde 2002.
El modelo es de tracción delantera con motor delantero transversal de cuatro cilindros en línea.

## Primera generación (2002-2009)

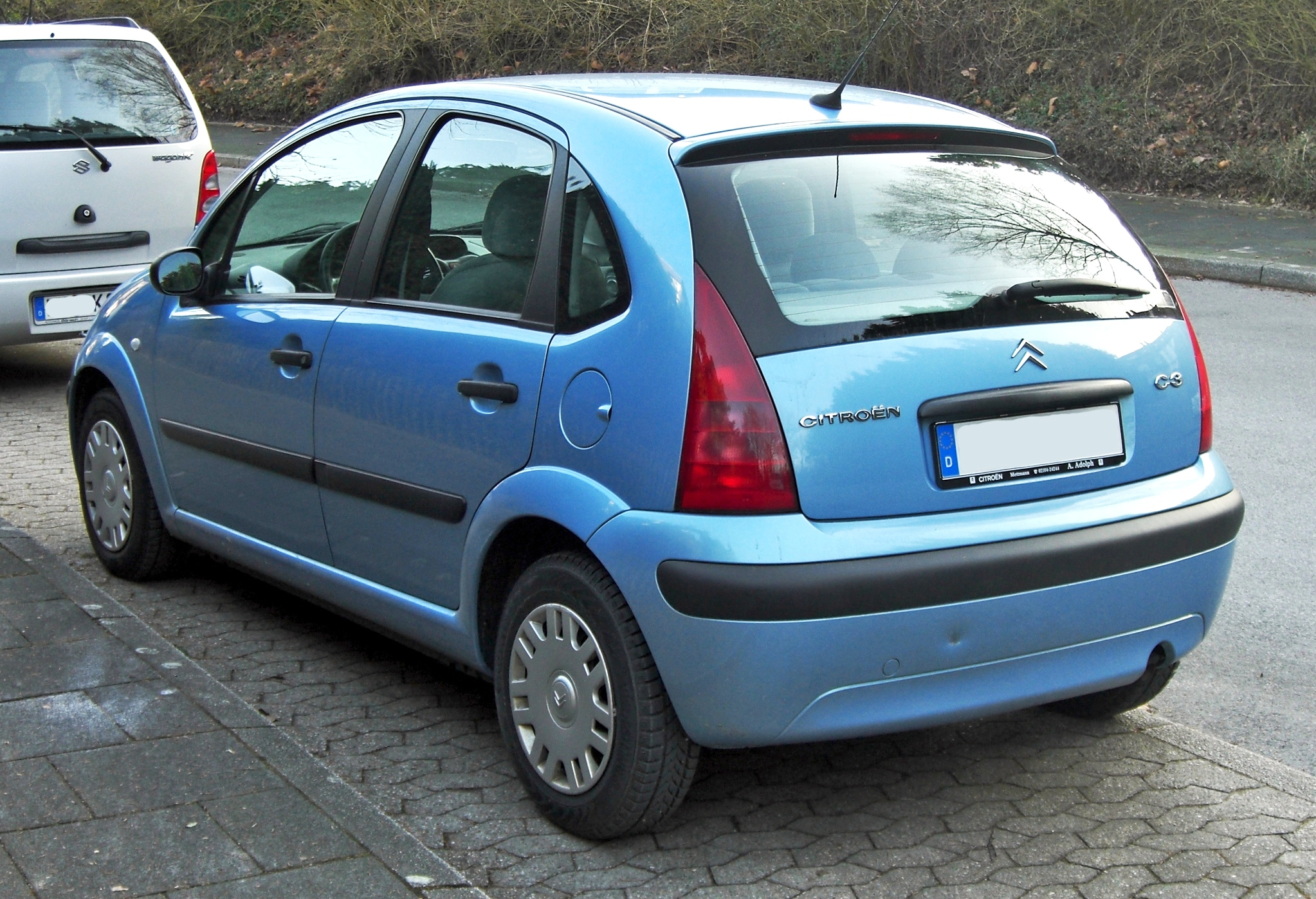
Vista trasera

El primer C3 se presentó en el Salón del Automóvil de Fráncfort de 2001, así como en el Salón del Automóvil de Bolonia de 2001, y salió a la venta en el año 2002. Esta generación comparte una gran similitud con el entonces compañero de catálogo, el Citroën C2, un dos volúmenes de tres puertas y cuatro plazas, mecánicamente idéntico al C3, pero más pequeño. Esto se debe a que ambos son sucesores del Citroën Saxo, siendo las diferencias más notorias sus dimensiones; el C2 era más pequeño que el Saxo de tres puertas y el C3 es mayor que el de cinco. La plataforma de ambos modelos era compartida con los Peugeot 1007 y Peugeot 206, estos últimos modelos desaparecidos del mercado.
Es conocido por haber utilizado por primera vez en sus pruebas los Crash Test Dummies "It-oiz II". El modelo fue diseñado por Donato Coco y Jean-Pierre Ploué, este último conocido por haber diseñado también el popular Renault Twingo.[cita requerida]
Esta primera generación se fabricó con dos carrocerías: una de dos volúmenes con cinco puertas y la otra descapotable con techo modular, denominado Pluriel. Debido a su carrocería curva, el vehículo recuerda ligeramente al antiguo 2CV.
Dentro del modelo de cinco puertas existe una variante campera denominada C3 XT-R, que cuenta con una mayor altura al suelo, defensas en plástico negro, barras de techo y protecciones frontales y traseras.
En cuanto a la variante descapotable, el modelo consiste de un vehículo de dos puertas y cuatro plazas, al que se le denominó Pluriel. Este tiene un techo de lona plegable que se puede extraer, al igual que los pilares que lo soportan y la luneta trasera, algo muy original y versátil, pero que creaba el inconveniente de que los pilares había que guardarlos o llevarlos dentro del vehículo.
Lo más habitual y práctico era abrir solo la cortinilla de lona eléctrica que solamente requería pulsar un botón para abrirla o cerrarla y además contaba con varias posiciones, dejando los dos pilares colocados.

### Diseño exterior
El C3 presentaba unas líneas compactas y desenfadadas que le daban un aspecto moderno. Los faros trapezoides separados por la calandra superior que integra el logotipo de la marca completan a la segunda parrilla más baja y las protecciones de las esquinas.
El cofre tiene unas nervaduras que unen los faros con el pilar A, donde se curva y otorga a la cabina forma de burbuja con unas grandes ventanillas laterales para iluminar el interior del habitáculo.
Por detrás los pilotos traseros son triangulares y finos para no romper la línea del portón y otorgar al vehículo de una sensación de mayor ligereza. Los voladizos por su parte son muy remarcados sin llegar a ser excesivos, contrastando con la superficie lateral depurada en la que sólo se marcan las protecciones laterales.
En el año 2006 recibió una ligera reestilización en el frontal, sustituyendo la parrilla por una con menos líneas horizontales y aumentando el tamaño de los chevrones. A los pilotos traseros se les dio un acabado más brillante y moderno.
|                   |
| Rediseño en 2010. |

|               |
| Vista trasera |

|             |
| VTS en 2008 |

|              |
| Versión XT-R |

|                         |
| Pluriel en mayo de 2011 |

### Dimensiones
El C3 es un polivalente de 3,85 m de longitud con una batalla de 2,46 m, un ancho de 1,66 m y una altura de 1,52 m. Por su parte, el Pluriel crece en longitud, anchura y altura: 3,95 m, 1,70 m y 1,565 m respectivamente, mientras que la batalla se mantiene.

### Interior

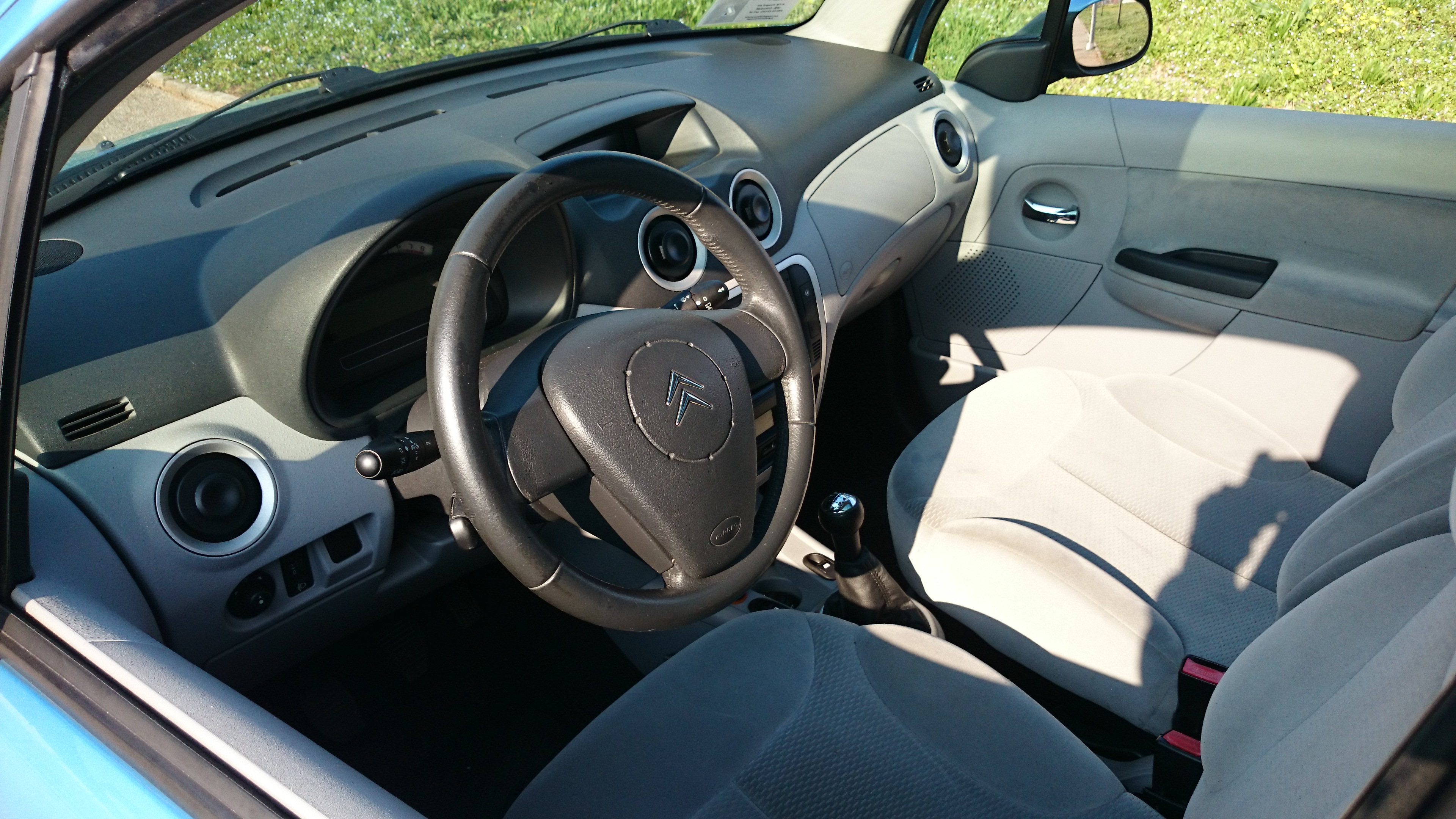
Interior del modelo 2003.

Si bien el C3 convencional y la versión Pluriel tienen una línea exterior claramente diferenciada, con el interior pasa lo contrario, a excepción de los asientos traseros y unas piezas de las puertas del descapotable que van en el mismo tono que la carrocería. El interior además es muy similar a su hermano pequeño, el Citroën C2.
En general, los interiores presentan un diseño desenfadado y original con varias opciones de personalización. Predominan los plásticos duros y baratos, aunque su construcción es sólida y no son materiales muy sufridos. El panel de instrumentos, por su parte, combina un tacómetro analógico con el velocímetro digital dentro del mismo. La instrumentación, aunque correcta, es un poco compleja.
La ergonomía es buena, siendo las plazas traseras pequeñas, algo normal en este segmento. Todos los mandos quedan a mano del chofer a excepción de los interruptores de los elevalunas, que se sitúan debajo de la consola central, junto a la palanca de cambios.

### Mecánica

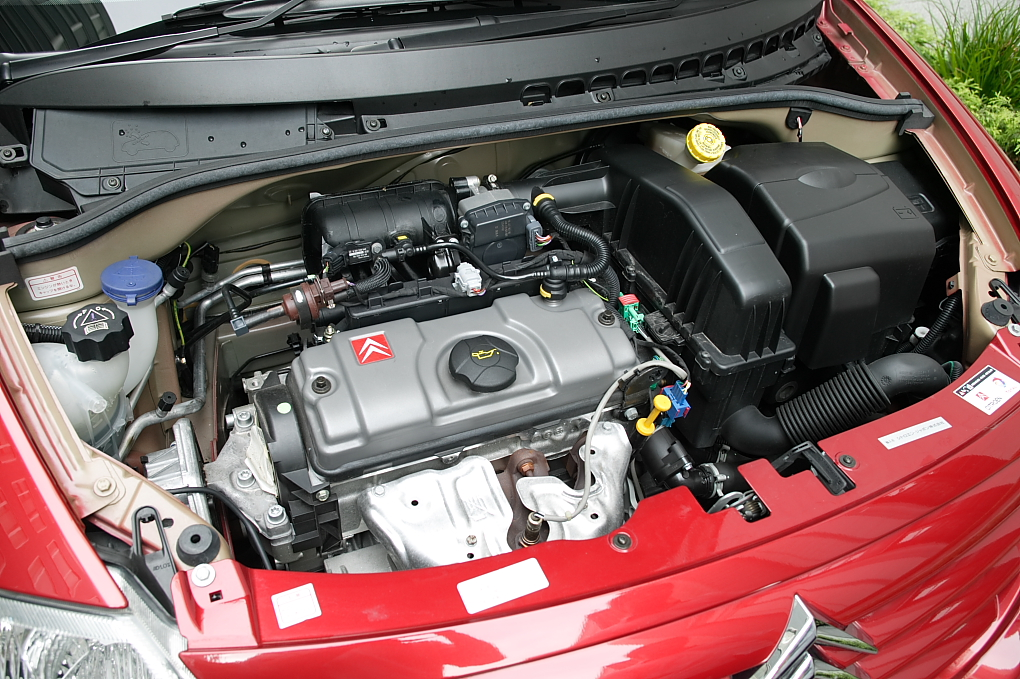
Motor TU3.

La primera generación del C3 fue un modelo muy bien posicionado en el mercado de ocasión debido a su dureza de motor y simplicidad de su mecánica, además de que, al ser un modelo muy popular, sus recambios en taller son muy baratos y abundantes.
Los motores de gasolina del C3 son un 1.1 L de dos válvulas por cilindro y 60 CV de potencia máxima, un 1.4 L en variantes de dos válvulas por cilindro y 75cv o cuatro válvulas por cilindro y 90 CV, y un 1.6 L de cuatro válvulas por cilindro y 110 CV.
Las cuatro opciones de motor diésel son un 1.4 L de 70 o 90 cv, y un 1.6 L de 90 o 109 cv. Todos ellos tienen inyección directa common-rail. El 1.4 L de 70 CV tiene dos válvulas por cilindro y turbocompresor de geometría fija; el 1.6 L de 90 CV tiene cuatro válvulas por cilindro, turbocompresor de geometría fija e intercooler y los dos restantes tienen cuatro válvulas por cilindro, turbocompresor de geometría variable e intercooler. El 1.4 L de 90 CV se sustituyó por el 1.6 L de 90 CV en 2005.
A finales del año 2004, el motor de gasolina de 1.4 L equipado con la transmisión automática "Sensodrive" lleva un sistema stop-start de arranque y parada automática cuando la velocidad del vehículo desciende de 6 km/h, se acopla el alternador como motor y logra un frenado inmediatamente de 0,4 segundos desde que el chofer oprime el pedal de freno. Posee un alternador reversible, que opera alternativamente con las funciones de motor de arranque o de alternador.
El sistema se completa con diversos sensores: uno electrónico de pilotaje, que supervisa permanentemente el comportamiento del motor y de baterías de plomo, previstos para gran número de ciclos de carga y descarga. Así, el consumo de combustible en ciudad se reduce en un promedio un 20% en relación con el modelo sin el sistema.
| Periodo                        | 2002-2008             | 2002-2009             | 2006-2009                                         | 2002-2009                                         | 2002-2008                                         | 2004-2006                                                  | 2005-2008                                                  | 2006-2008                                                  |           |           |
| Identificación del motor       | TU1 JP (HFX)          | TU3 JP (KFW)          | ET3 J4 (KFU)                                      | TU5 JP4 (NFU)                                     | DV4 TD (8HX/HZ)                                   | DV4 TED4                                                   | DV6 ATED4                                                  | DV6 TED4 (9HZ/HY)                                          |           |           |
| Tipo de motor                  | L4 8v                 | L4 8v                 | L4 16v                                            | L4 16v                                            | L4 8v, inyección directa, common-rail, turbo      | L4 16v, inyección directa, common-rail, turbo, intercooler | L4 16v, inyección directa, common-rail, turbo, intercooler | L4 16v, inyección directa, common-rail, turbo, intercooler |           |           |
| Diámetro x carrera             | 72.0 mm × 69.0 mm     | 75.0 mm × 77.0 mm     | 75.0 mm × 77.0 mm                                 | 78.5 mm × 82.0 mm                                 | 73.7 mm × 82.0 mm                                 | 73.7 mm × 82.0 mm                                          | 75.0 mm × 88.3 mm                                          | 75.0 mm × 88.3 mm                                          |           |           |
| Cilindrada                     | 1124 cm³              | 1361 cm³              | 1361 cm³                                          | 1587 cm³                                          | 1399 cm³                                          | 1399 cm³                                                   | 1560 cm³                                                   | 1560 cm³                                                   |           |           |
| Relación de compresión         | 9.7: 1                | 10.2: 1               | 10.2: 1                                           | 11.0: 1                                           | 17.9: 1                                           | 17.9: 1                                                    | 17.6: 1                                                    | 17.6: 1                                                    |           |           |
| Potencia máxima: CV (kW) @ rpm | 60 CV (44 kW) @ 5500  | 75 CV (55 kW) @ 5500  | 88 CV (65 kW) @ 5250                              | 109 CV (80 kW) @ 5750                             | 68 CV (50 kW) @ 4000                              | 90 CV (66 kW) @ 4000                                       | 90 CV (66 kW) @ 4000                                       | 109 CV (80 kW) @ 4000                                      |           |           |
| Par máximo: Nm @ rpm           | 94 Nm @ 3400          | 118 Nm @ 3300         | 133 Nm @ 3250                                     | 147 Nm @ 4000                                     | 150 Nm @ 1750                                     | 200 Nm @ 1750                                              | 215 Nm @ 1750                                              | 240 Nm @ 1750                                              |           |           |
| Tracción                       | Delantera             | Delantera             | Delantera                                         | Delantera                                         | Delantera                                         | Delantera                                                  | Delantera                                                  | Delantera                                                  | Delantera | Delantera |
| Transmisión                    | Manual, 5 velocidades | Manual, 5 velocidades | Manual, 5 velocidades / Automática, 5 velocidades | Manual, 5 velocidades / Automática, 5 velocidades | Manual, 5 velocidades / Automática, 5 velocidades | Manual, 5 velocidades                                      | Manual, 5 velocidades                                      | Manual, 5 velocidades                                      |           |           |
| Peso                           | 978 kg                | 1005 kg               | 1044 kg                                           | 1058 kg                                           | 1022 kg                                           | 1072 kg                                                    | 1088 kg                                                    | 1127 kg                                                    |           |           |
| Aceleración (0-100 km/h)       | 17.3 s                | 14.2 s                | 11.9 s                                            | 10.7 s                                            | 15.4 s                                            | 12.9 s                                                     | 11.9 s                                                     | 10.4 s                                                     |           |           |
| Velocidad máxima               | 157 km/h              | 168 km/h              | 180 km/h                                          | 192 km/h                                          | 165 km/h                                          | 180 km/h                                                   | 180 km/h                                                   | 190 km/h                                                   |           |           |
| Consumo combinado (L/100 km/h) | 6.0                   | 6.3                   | 6.2                                               | 6.5                                               | 4.2                                               | 4.3                                                        | 4.4                                                        | 4.5                                                        |           |           |

## Segunda generación (2009-2016)

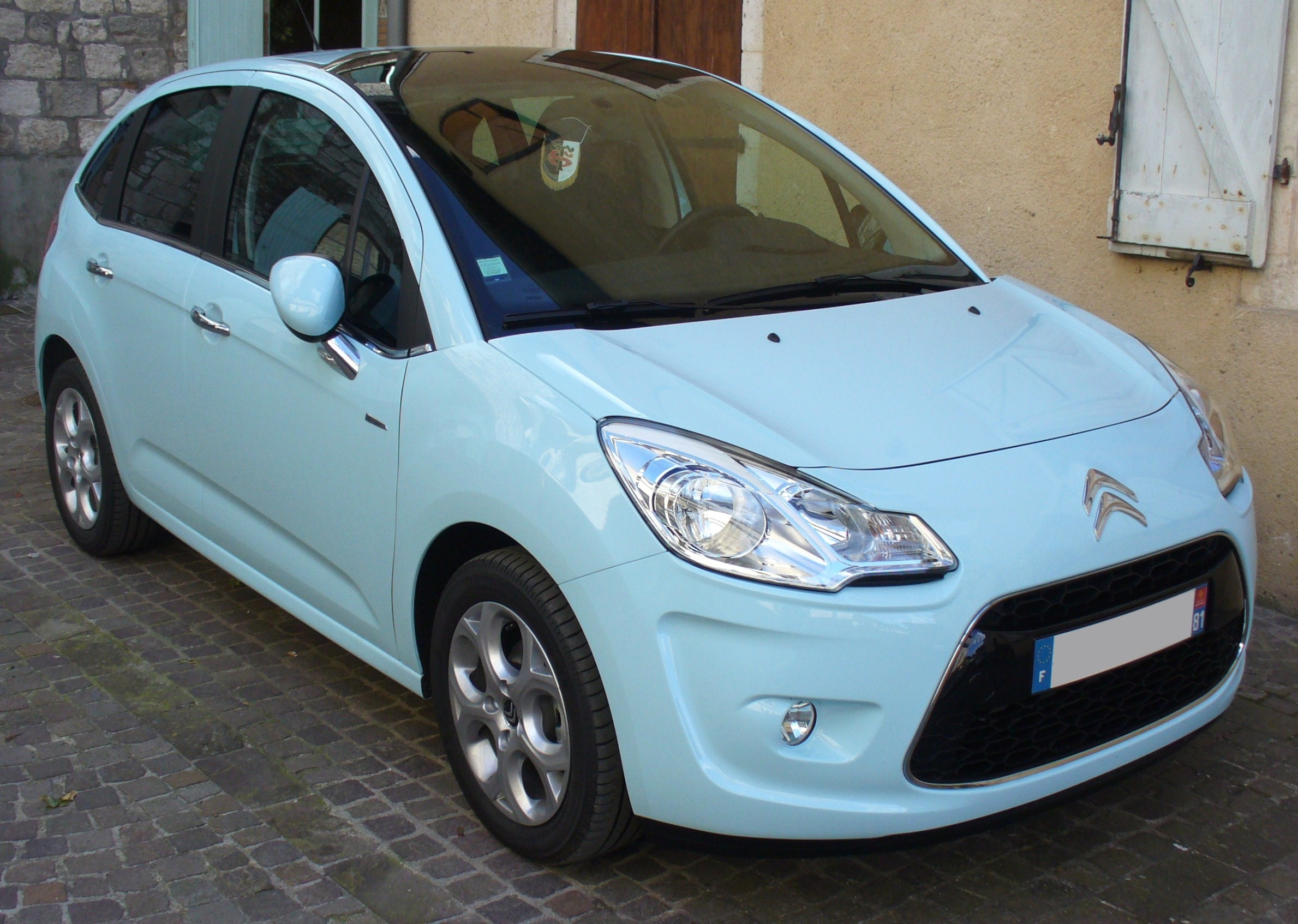
Versión Exclusive.

La segunda generación del C3 fue presentada al público en el Salón del Automóvil de Fráncfort de 2009 y salió al mercado en el segundo trimestre del año 2010.  
El modelo utiliza la plataforma del Peugeot 207 y la del Citroën C3 Picasso, teniendo como principales rivales al DS3, a los Peugeot 207 y 208, al Renault Clio y al Volkswagen Polo. 

### Diseño exterior
Esta generación mantiene las líneas curvas que ya tenía la primera generación, pero con un aire muchísimo más moderno, limpio y atrevido, destacando el enorme parabrisas panorámico "Zenit",[cita requerida] heredado del C4 Picasso, que le aporta una gran luminosidad interior.
Los faros delanteros, de gran tamaño, destacan especialmente en una carrocería de líneas depuradas y de aspecto dinámico. La cajuela tiene una capacidad de 300 L (10,6 pies cúbicos) aceptables.[cita requerida] Destacan también los generosos pilotos traseros en "búmeran".

### Motorizaciones
La gama de motores fue en su lanzamiento casi idéntica a la del C3 de primera generación. Los modelos de gasolina son un 1.1 L de 60 CV, un 1.4 de 75 o 90 CV y el mismo 1.6 L de 120 CV de BMW. Por su parte, los diésel son un 1.4 L de 70 CV y un 1.6 L de 90 o 110 CV.
| Periodo                        | 2013-2016             | 2009-2013             | 2012-2016                                         | 2013-2015             | 2009-2012             | 2009-2012                                         |           |           |           |           |
| Identificación del motor       | 1KR-FE                | TU1 JP                | EB2                                               | TU3 JP                | EP3                   | EP6                                               |           |           |           |           |
| Tipo de motor                  | L3 12v                | L4 8v                 | L3 12v                                            | L4 8v                 | L4 16v                | L4 16v                                            |           |           |           |           |
| Diámetro x carrera             | 71.0 mm × 84.1 mm     | 72.0 mm × 69.0 mm     | 75.0 mm × 90.5 mm                                 | 75.0 mm × 77.0 mm     | 77.0 mm × 75.0 mm     | 77.0 mm × 85.8 mm                                 |           |           |           |           |
| Cilindrada                     | 999 cm³               | 1124 cm³              | 1199 cm³                                          | 1360 cm³              | 1397 cm³              | 1598 cm³                                          |           |           |           |           |
| Potencia máxima: CV (kW) @ rpm | 68 CV (50 kW) @ 5750  | 60 CV (44 kW) @ 5500  | 82 CV (60 kW) @ 6000                              | 73 CV (54 kW) @ 5400  | 95 CV (70 kW) @ 6000  | 120 CV (80 kW) @ 6000                             |           |           |           |           |
| Par máximo: Nm @ rpm           | 95 Nm @ 3250          | 94 Nm @ 3300          | 118 Nm @ 2750                                     | 118 Nm @ 3300         | 136 Nm @ 4000         | 160 Nm @ 4250                                     |           |           |           |           |
| Tracción                       | Delantera             | Delantera             | Delantera                                         | Delantera             | Delantera             | Delantera                                         | Delantera | Delantera | Delantera | Delantera |
| Transmisión                    | Manual, 5 velocidades | Manual, 5 velocidades | Manual, 5 velocidades / Automática, 5 velocidades | Manual, 5 velocidades | Manual, 5 velocidades | Manual, 5 velocidades / Automática, 4 velocidades |           |           |           |           |
| Peso                           | 973 kg                | 1010 kg               | 1033 kg                                           | 1030 kg               | 1075 kg               | 1075-1135 kg                                      |           |           |           |           |
| Aceleración 0–100 km/h         | 16.2 s                | 16.5 s                | 14.2 s                                            | 14.2 s                | 10.6 s                | 8.9 s                                             |           |           |           |           |
| Velocidad máxima               | 155 km/h              | 155 km/h              | 174 km/h                                          | 163 km/h              | 184 km/h              | 190 km/h                                          |           |           |           |           |
| Consumo combinado (L/100 km)   | 4.3                   | 6.0                   | 4.7                                               | 6.0                   | 5.9                   | 6.0                                               |           |           |           |           |

|                                | 1.4 HDi                                           | 1.6 HDi                                                    | 1.6 HDi                                                    | 1.6 HDi                                                   | 1.6 HDi                                                   | 1.6 HDi                                                   | 1.6 HDi                                                   |
| ------------------------------ | ------------------------------------------------- | ---------------------------------------------------------- | ---------------------------------------------------------- | --------------------------------------------------------- | --------------------------------------------------------- | --------------------------------------------------------- | --------------------------------------------------------- |
| Periodo                        | 2009-2015                                         | 2009-2011                                                  | 2009-2011                                                  | 2015-2016                                                 | 2011-2014                                                 | 2015-2016                                                 | 2010-2014                                                 |
| Identificación del motor       | DV4 TD                                            | DV6 ATED4                                                  | DV6 TED4                                                   | DV6 FETED                                                 | DV6 DTED                                                  | DV6 FDTED                                                 | DV6 CTED                                                  |
| Tipo de motor                  | L4 8v, inyección directa, common-rail, turbo      | L4 16v, inyección directa, common-rail, turbo, intercooler | L4 16v, inyección directa, common-rail, turbo, intercooler | L4 8v, inyección directa, common-rail, turbo, intercooler | L4 8v, inyección directa, common-rail, turbo, intercooler | L4 8v, inyección directa, common-rail, turbo, intercooler | L4 8v, inyección directa, common-rail, turbo, intercooler |
| Diámetro x carrera             | 73.7 mm × 82.0 mm                                 | 75.0 mm × 88.3 mm                                          | 75.0 mm × 88.3 mm                                          | 75.0 mm × 88.3 mm                                         | 75.0 mm × 88.3 mm                                         | 75.0 mm × 88.3 mm                                         | 75.0 mm × 88.3 mm                                         |
| Cilindrada                     | 1399 cm³                                          | 1560 cm³                                                   | 1560 cm³                                                   | 1560 cm³                                                  | 1560 cm³                                                  | 1560 cm³                                                  | 1560 cm³                                                  |
| Potencia máxima: CV (kW) @ rpm | 68 CV (50 kW) @ 4000                              | 90 CV (90 kW) @ 4000                                       | 109 CV (80 kW) @ 4000                                      | 75 CV (55 kW) @ 4000                                      | 92 CV (68 kW) @ 4000                                      | 99 CV (73 kW) @ 3500                                      | 112 CV (82 kW) @ 3600                                     |
| Par máximo: Nm @ rpm           | 160 Nm @ 2000                                     | 215 Nm @ 1750                                              | 240 Nm @ 1750                                              | 230 Nm @ 1750                                             | 230 Nm @ 1750                                             | 254 Nm @ 1750                                             | 270 Nm @ 1750                                             |
| Tracción                       | Delantera                                         | Delantera                                                  | Delantera                                                  | Delantera                                                 | Delantera                                                 | Delantera                                                 | Delantera                                                 |
| Transmisión                    | Manual, 5 velocidades / Automática, 5 velocidades | Manual, 5 velocidades                                      | Manual, 6 velocidades                                      | Manual, 5 velocidades                                     | Manual, 5 velocidades                                     | Manual, 5 velocidades                                     | Manual, 6 velocidades                                     |
| Peso                           | 1070 kg                                           | 1080 kg                                                    | 1090 kg                                                    | 1080 kg                                                   | 1080 kg                                                   | 1080 kg                                                   | 1090 kg                                                   |
| Aceleración 0–100 km/h         | 13.5 s                                            | 11.0 s                                                     | 9.9 s                                                      | 14.1 s                                                    | 11.3 s                                                    | 10.8 s                                                    | 9.9 s                                                     |
| Velocidad máxima               | 163 km/h                                          | 180 km/h                                                   | 190 km/h                                                   | 171 km/h                                                  | 182 km/h                                                  | 190 km/h                                                  | 190 km/h                                                  |
| Consumo combinado (l/100 km)   | 4.1                                               | 4.3                                                        | 4.5                                                        | 3.5                                                       | 3.1                                                       | 3.8                                                       | 3.8                                                       |

### Dimensiones y equipamiento

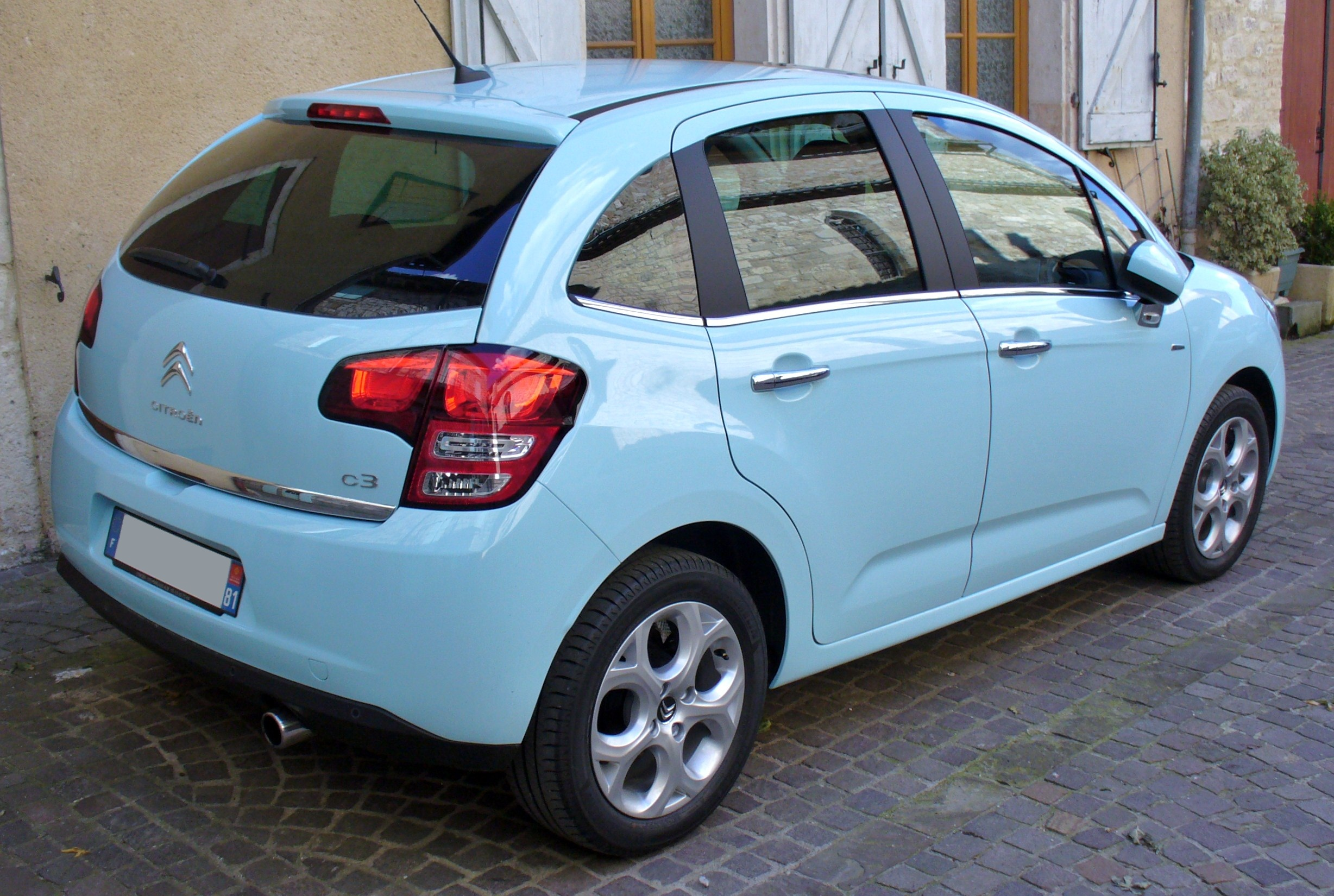
Vista trasera

El modelo crece en longitud hasta los 3,94 m de longitud, pero manteniendo la batalla de 2,46 m. Por su parte, se vuelve más ancho con 1,70 m y la altura baja hasta 1,50 m. Como equipamiento destacable incluye el volante de cuero opcional, un parabrisas panorámico sólo en las versiones más costosas, ruedas de 17 pulgadas (43,2 cm) opcionales, climatizador opcional, ambientador, pantalla táctil de 7 pulgadas (17,8 cm), solo en las versiones más costosas, embellecedor, tubo de escape opcional y cámara trasera opcional.
En materia de seguridad posee seis airbags, detector de presión de neumáticos, ABS, ESP, repartidor electrónico de frenada, ayuda al frenado de emergencia, anclajes ISOFIX en los asientos, faros antiniebla delanteros opcionales, luces led diurnas a partir del restyling de 2013, bloqueo de puertas y ventanas traseras y encendido automático de luces opcional.

### Reestilización de 2013
El C3 recibió un lavado de cara a comienzos del año 2013. El interior es exactamente el mismo, por lo que los mayores cambios se produjeron en el exterior, añadiendo luces diurnas led bajo los pilotos, una parrilla con los chevrones tocando ambos faros y una pieza cromada sobre los pilotos traseros.
También se añadieron nuevos colores al acabado, entre ellos el morado whisper y el azul bahía.

## Tercera generación (2016-2023)

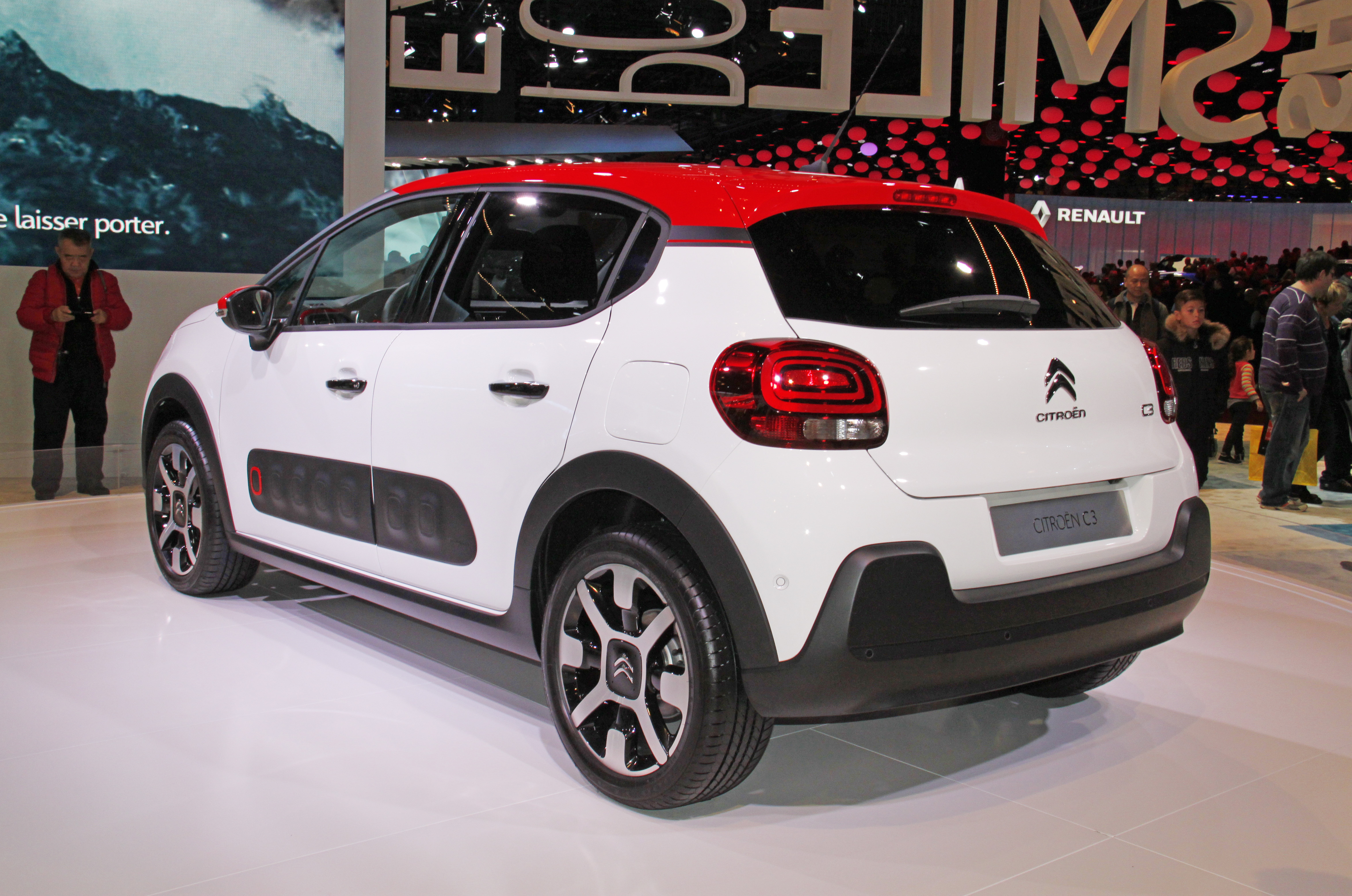
Vista lateral-trasera.

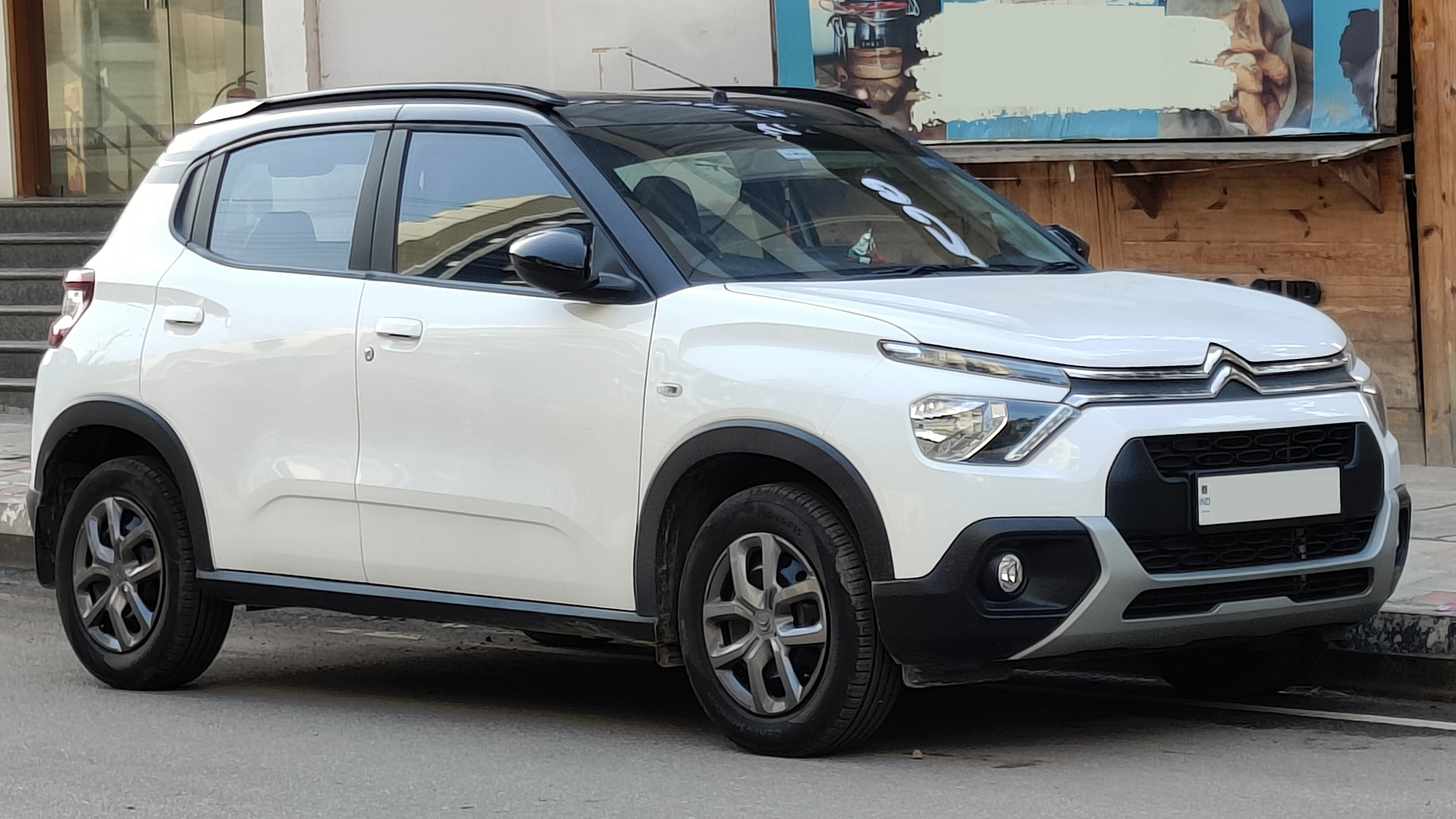
Versión CC21

La tercera generación del C3 se presentó al público en el Salón del Automóvil de París de 2016, y recibe el código interno de modelo B618.
En el equipamiento de seguridad opcional se destaca una cámara interior que graba hacia adelante constantemente mientras está en marcha y salva unos 30 segundos antes y después en caso de accidente.
Exteriormente, es muy similar en tamaño a su hermano C4 Cactus. De hecho, la versión más costosa del nuevo C3 incluye las defensas laterales "Airbumps" que hicieron famoso a este último y que en la práctica se equipa en aproximadamente 3 de cada 4 C3 vendidos. Hay cuatro acabados: Live, Business, Feel y Shine; con cuatro nuevos colores: Beige Arena, Verde Almond, Gris Aluminio y Naranja Power y alguna versión especial temática.
Por delante, destacan en la arista del cofre las luces diurnas, que pueden ser 3 led a cada lado o de bombilla, los faros principales de luces cortas y largas, a la altura de la parrilla y los faros antiniebla justo por debajo. 
En el interior, también es notorio su parecido con el C4 Cactus, con una pantalla táctil de siete pulgadas con el acabado Shine. En el Citroën C3 B618 sí se pueden abrir las ventanillas de todas las puertas, no como en el C4, que las de atrás no se abren. El cristal de la tapa de la cajuela no se abre separadamente.
Respecto a las motorizaciones, se incluye un motor de gasolina Stop & Start que rinde 110 CV con turbo, unos 90 sin turbo y un diésel Blue HDi de 75cv Stop & Start. También hay posibilidad de que traiga de fábrica motor dual gasolina - gas natural, con un depósito toroide instalado en el hueco de la rueda de repuesto y que se recarga por una boca adicional en la tapa del tanque de combustible. 
Puede incluir una transmisión automática de 6 velocidades EAT6, con modos normal, sport y nieve.
Destaca también en su equipamiento el volante multifunción de piel (en las versiones más costosas), sistema USB y Bluetooth, airbags de cortina en el acabado Feel, alerta por cambio de carril, cámara trasera y ruedas de 15 a 17 pulgadas (38,1 a 43,2 cm) opcionales. También es opcional un gran techo panorámico de cristal no practicable, con dos cortinas de visera.
Esta generación del Citroën C3 fue usada más tarde en el concurso La ruleta de la suerte.[cita requerida]

### En India y Brasil

#### Seguridad
El C3 de tercera generación recibió 0 estrellas de Latin NCAP en 2023, similar a Euro NCAP 2014.

## Cuarta generación (2024-presente)

### ë-C3

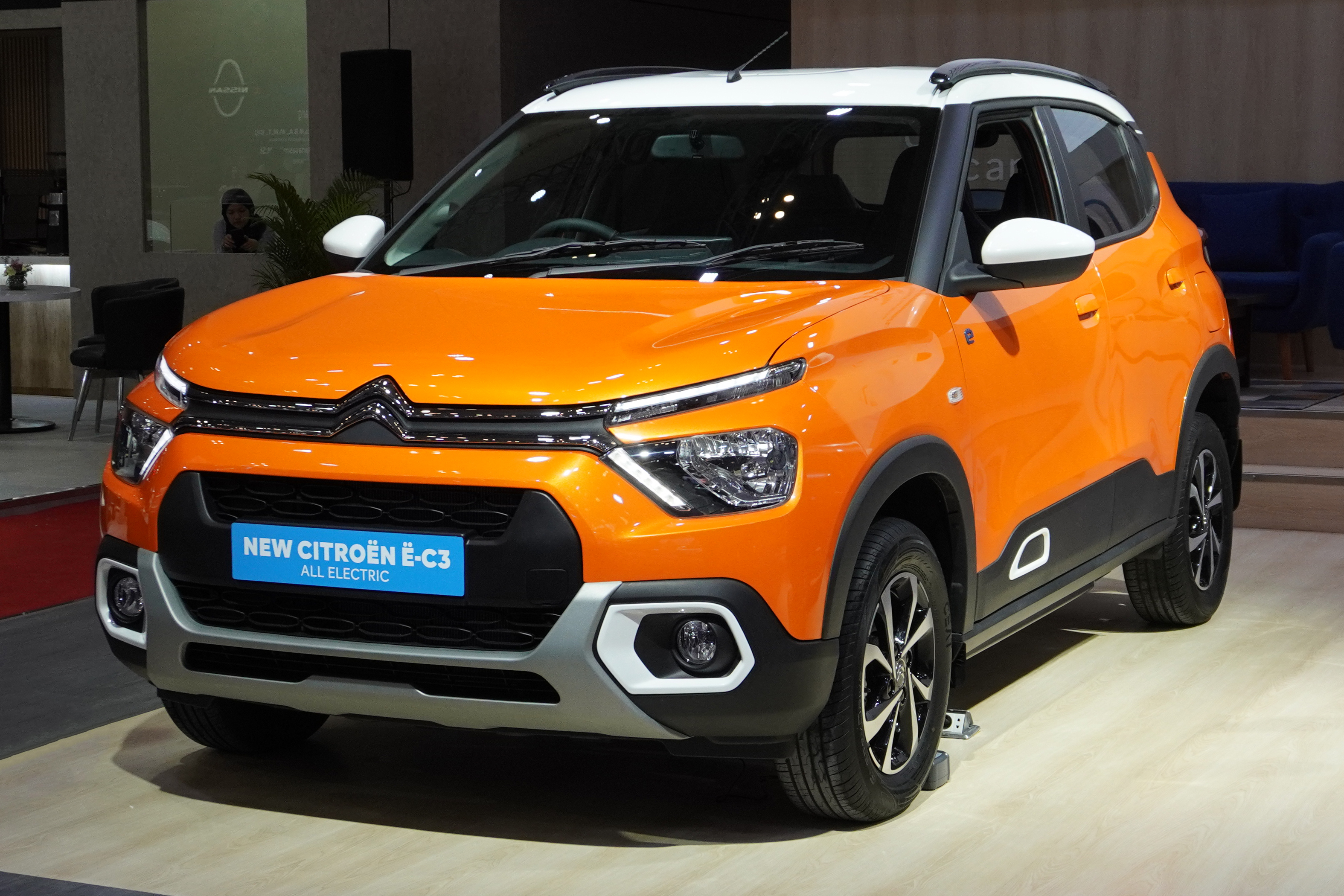
Versión ë-C3 en Indonesia en 2023

El ë-C3 es un vehículo eléctrico de batería con una capacidad bruta de 44 kWh (158 MJ) que le proporciona una autonomía de 320 km (199 millas), según el ciclo WLTP. El motor tiene 113 caballos de potencia y es de tracción delantera. Acelera de 0 a 100 km/h (0 a 62 mph) en 11 segundos y la velocidad máxima es de 135 km/h (84 mph).

## En competición
El Citroën C3 cuenta con varias homologaciones para competir en rally. La principal una versión World Rally Car que la marca francesa produjo para competir en el Campeonato del Mundo de Rally con el equipo oficial, el Citroën World Rally Team. Debutó en competición en 2017 y sustituyó al Citroën DS3 WRC.
El Citroën C3 WRC cuenta también con una versión homologada en la categoría R5, el Citroën C3 R5.